# Inău (okręg Sălaj)
Inău – wieś w Rumunii, w okręgu Sălaj, w gminie Someș-Odorhei. W 2011 roku liczyła 355 mieszkańców.